# Archidiecezja Astany

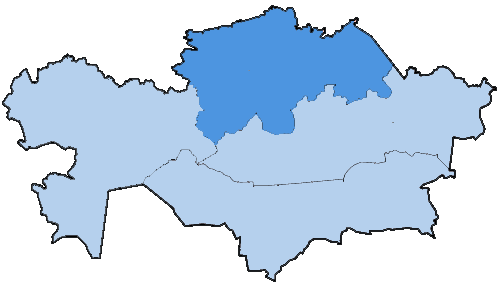
Archidiecezja Najświętszej Maryi Panny na tle metropolii Astany

Archidiecezja Najświętszej Maryi Panny w Astanie (łac. Archidioecesis Sanctae Mariae in Astanansis; kaz. Астанадағы Әулие Мэри архидиосы; ros. Архиепархия Пресвятой Девы Марии в Астане) – archidiecezja obrządku łacińskiego w Kościoła Katolickiego w Kazachstanie ze stolicą w Astanie. Erygowana 7 lipca 1999 bullą „Ad aptius consulendum” przez Jana Pawła II jako administratura apostolska Astany. Ustanowiona archidiecezją 17 maja 2003 przez papieża Jana Pawła II.

## Historia

### Struktury kościelne
W Kazachstanie struktury kościelne mogły rozwinąć się dopiero po upadku komunizmu. 13 kwietnia 1991 została utworzona Administratura Apostolska dla Kazachstanu i Środkowej Azji.

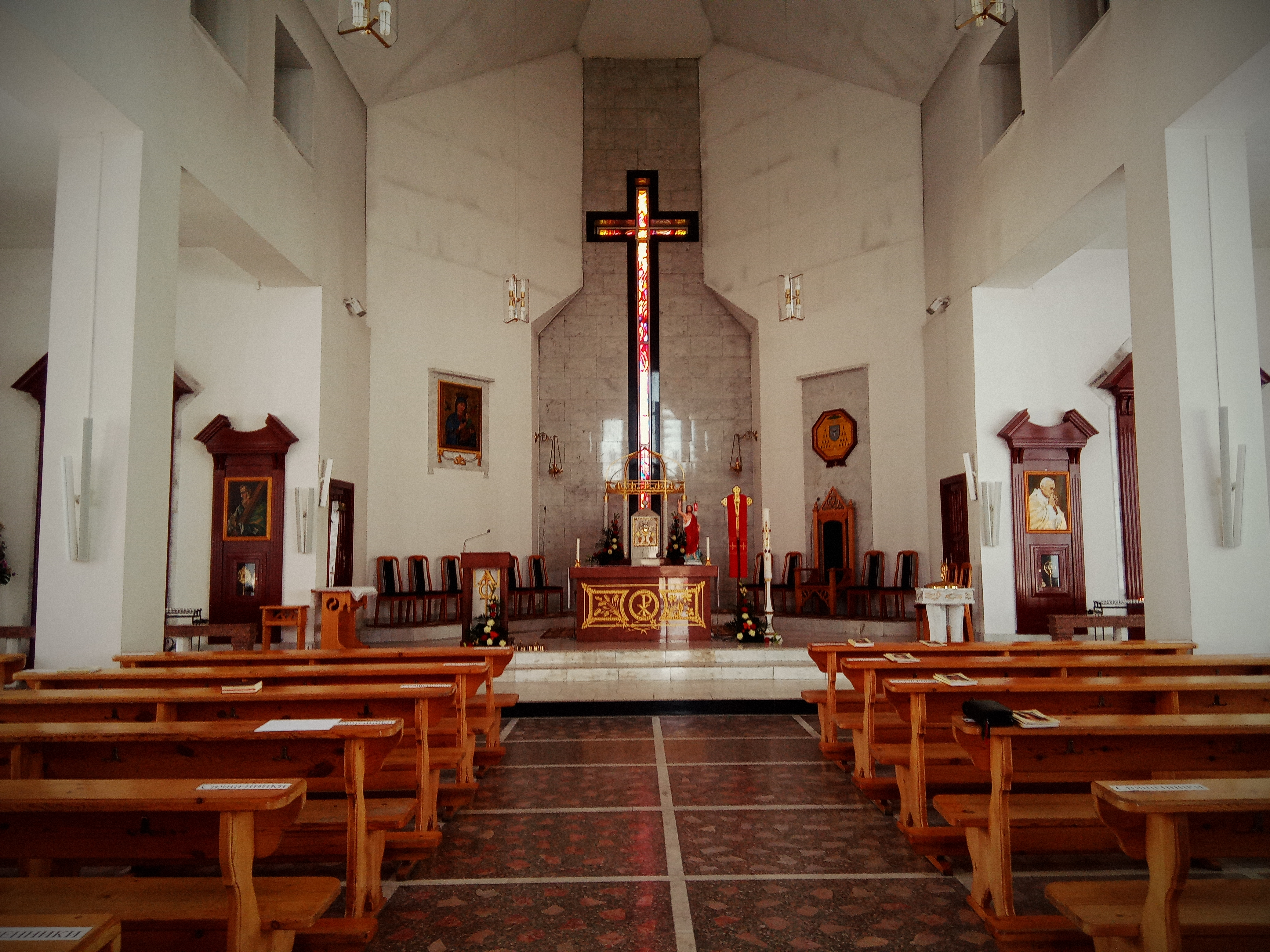
Archikatedra Matki Bożej Nieustającej Pomocy w Astanie (widok prezbiterium)

7 lipca 1999 dekretem Kongregacji ds. Ewangelizacji Narodów Kazachstan został podzielony na cztery jednostki kościelne: diecezję w Karagandzie i trzy administratury apostolskie: w Astanie, Ałmaty i Atyrau.
Administraturą w Astanie kierował od początku ks. Tomasz Peta, który 15 lutego 2001 został przez Jana Pawła II mianowany biskupem.
17 maja 2003 tenże papież podniósł Administraturę w Astanie do rangi Archidiecezji pod wezwaniem Najświętszej Maryi Panny i utworzono Metropolię Astany – której podlegają: Diecezja Karaganda, Diecezja Świętej Trójcy w Ałmaty i Administratura apostolska Atyrau.
Pierwszym arcybiskupem metropolitą został dotychczasowy administrator apostolski – biskup Tomasz Peta.
5 lutego 2011 papież Benedykt XVI mianował dotychczasowego biskupa pomocniczego Karagandy – Athanasiusa Schneidera ORC – biskupem pomocniczym Astany.

### Grekokatolicy
1 czerwca 2019 papież Franciszek ustanowił Administraturę apostolską z siedzibą w Karagandzie dla wiernych katolickich obrządku bizantyjskiego, zwanego także Ukraińskim Kościołem Greckokatolickim, obejmującą swoim zasięgiem Kazachstan i kraje Azji Środkowej.
Jednocześnie administratorem apostolskim dla wiernych obrządku bizantyjsko-ukraińskiego papież mianował ks. mitrata Vasyla Hovera – dotychczasowego duszpasterza i delegata Kongregacji ds. Kościołów Wschodnich dla wiernych greckokatolickich w Kazachstanie i Azji Środkowej.

## Biskupi
- Biskup diecezjalny: abp Tomasz Peta (metropolita Astany) (od 2003)
- Biskup pomocniczy/Wikariusz generalny: bp Athanasius Schneider ORC (od 2011)

## Dekanaty i parafie

### Dekanat astański
- Astana – Parafia Matki Bożej Nieustającej Pomocy
- Astana – Parafia Matki Wszystkich Narodów
- Akmoł – Parafia Królowej Świętego Różańca
- Kamyszenka – Parafia Matki Bożej Częstochowskiej
- Arszały – Parafia św. Paschalisa
- Astrachanka – Parafia św. Anny
- Szortandy – Parafia Niepokalanego Poczęcia NMP

### Dekanat kokczetawski
- Kokczetaw – Parafia św. Antoniego
- Atbasar – Parafia Ducha Świętego
- Makinsk – Parafia św. Józefa
- Stiepnogorsk – Parafia Matki Bożej Fatimskiej
- Szczuczinsk – Parafia św. Abrahama

### Dekanat kustanajski
- Kustanaj – Parafia Wniebowzięcia NMP
- Arkałyk – Parafia Jezusa Miłosiernego
- Rudnyj – Parafia św. Ojca Pio
- Lisakowsk – Parafia Najświętszego Serca Pana Jezusa

### Dekanat pawłodarski
- Pawłodar – Parafia św. Teresy od Dzieciątka Jezus
- Aksu – Parafia Jezusa Chrystusa Miłosiernego
- Szarbakty – Parafia NMP Nieustającej Pomocy
- Jekybastuz – Parafia Jana Chrzciciela

### Dekanat pietropawłowski
- Pietropawłowsk – Parafia świętej Trójcy
- Zielony Gaj – Parafia Zesłania Ducha Świętego
- Kellerowka – Parafia św. Franciszka z Asyżu
- Korniejewka – Parafia Serca Jezusowego i Serca Maryi
- Oziornoje – Matki Bożej Królowej Pokoju
- Saumałkol – Parafia Jezusa Miłosiernego
- Smirnowo – Parafia Jezusa – Dobrego Pasterza
- Tajynsza – Parafia św. Rodziny
- Czkałowo – Parafia św. Apostołów Piotra i Pawła
- Jasna Polana – Parafia Matki Bożej Nieustającej Pomocy
- Tonkoszurowka – Parafia św. Wawrzyńca

## Żeńskie zgromadzenia zakonne
- Klaryski od wieczystej Adoracji – Pawłodar
- Zakonna wspólnota Bożego Miłosierdzia[8] – Akmol
- Zgromadzenie Sióstr Najświętszej Rodziny z Nazaretu (nazaretanki) – Kellerowka, Szczuczińsk, Zielony Gaj
- Zgromadzenie Sióstr Miłosierdzia św. Wincentego à Paulo (szarytki) – Szortandy, Makinsk
- Siostry franciszkanki od Niepokalanej Najświętszej Maryi Panny – Atbasar
- Siostry Służebniczki Niepokalanego Poczęcia NMP – Oziornoje, Czkałowo
- Karmelitanki Bose[9] – Oziornoje
- Franciszkanki szpitalne – Kamyszenka
- Wspólnota Błogosławieństw[10] – Kokczetaw
- Siostry Służebniczki Jezusa w Eucharystii (eucharystki) – Astana
- Siostry Rodziny Maryi[11] – Astana, Szarbakty
- Zgromadzenie Sióstr Misjonarek Miłości – Astana
- Zgromadzenie Sióstr Matki Bożej Miłosierdzia[12] – Pietropawłowsk
- Siostry szkolne świętego Franciszka – Korniejewka
- Zakon Najświętszego Odkupiciela[13] (redemptorystki) – Pietropawłowsk

## Męskie zgromadzenia zakonne
- Zakon Braci Mniejszych Konwentualnych (franciszkanie konwentualni) – Astana
- Zgromadzenie Najświętszego Odkupiciela (redemptoryści) – Pietropawłowsk, Smirnowo
- Słudzy Jezusa i Maryi – Korniejewka, Atbasar
- Zgromadzenie Misji (lazaryści) – Szortandy